# Continuavano a chiamarlo Trinità
Continuavano a chiamarlo Trinità ( en España, Le seguían llamando Trinidad; en Hispanoamérica, Le siguen llamando Trinity) es una película italiana de 1971 dirigida por Enzo Barboni. Es la secuela de la exitosa comedia spaghetti western de 1970 Lo chiamavano Trinità...
Continuavano a chiamarlo Trinità fue ganadora en 1973 del galardón Golden Screen, del Festival alemán homónimo, y es la cuarta película italiana con más entradas vendidas en la historia de su país.
Tuvo una secuela en 1995, Trinità & Bambino... e adesso tocca a noi! (en español titulada Trinidad y Bambino: tal para cual), que constituía la tercera parte de la serie de películas Trinità, aunque ya no fue protagonizada por Terence Hill y Bud Spencer, sino por otros dos actores que interpretaban a sus hijos.

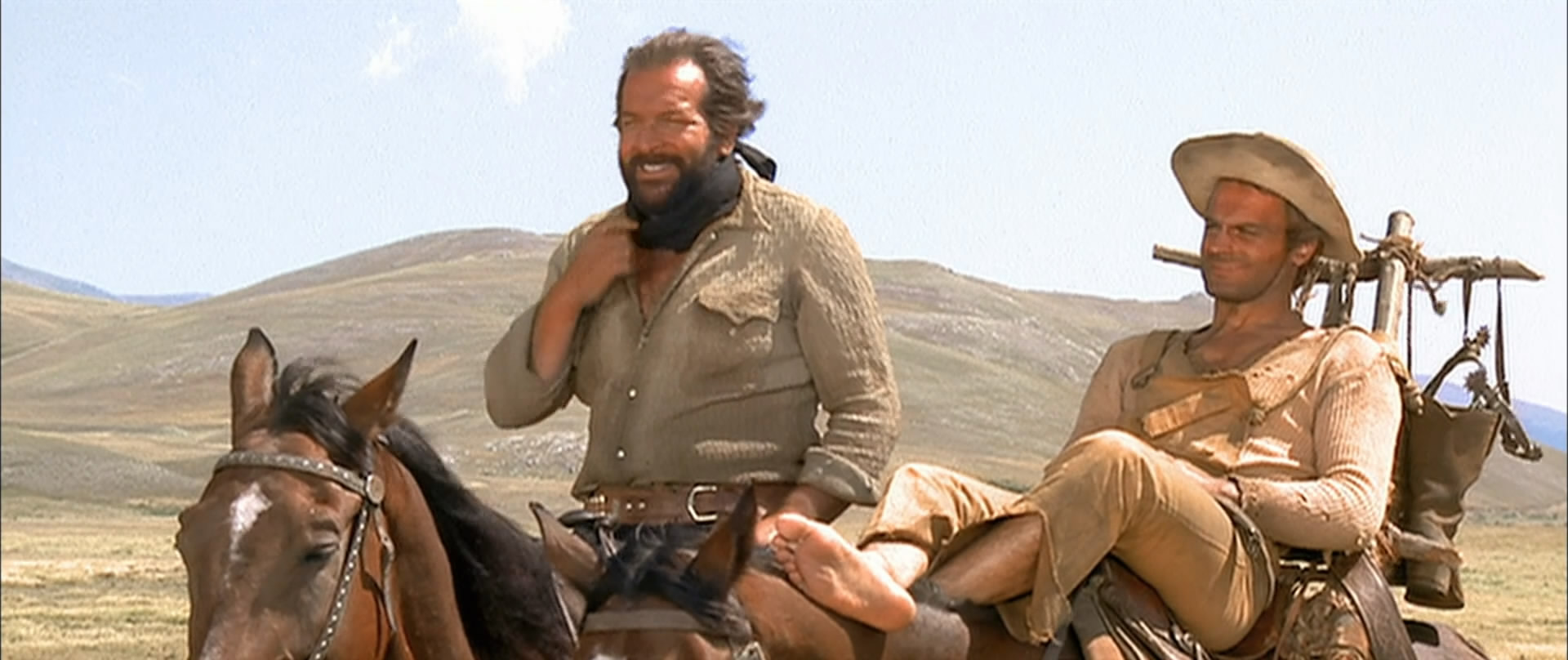
El Niño (Bud Spencer) y Trinidad (Terence Hill)
en un fotograma de la película

## Argumento
Trinidad (Terence Hill) y su hermano, este último apodado «el Niño» (Bud Spencer), deciden atracar una diligencia, pero una vez la atracan se dan cuenta de que nadie en ella lleva dinero encima. Defraudados, continúan su camino, pero el azar hace que se encuentren con una chica que les conduce a un pueblo donde les consideran unos rangers. Las gentes del pueblo los tratarán muy bien a cambio de que las libren de una banda de forajidos que las tienen atemorizadas.

## Reparto
- Terence Hill: Trinidad.
- Bud Spencer: el Niño.
- Yanti Somer: Perla.
- Enzo Tarascio: Mitch, el sheriff.
- Harry Carey, Jr.: el Padre.
- Pupo De Luca.
- Jessica Dublin: la madre Farrah.
- Dana Ghia: la madre de Perla.
- Emilio Delle Piane: Parker.
- Enzo Fiermonte: el padre de Perla.
- Antonio Monselesan: Gato Salvaje Hendricks.
- Franco Ressel: el maestro D'.
- Riccardo Pizzuti: el jefe de los pistoleros de Dallas.
- Benito Stefanelli: Smith.
- Fortunato Arena: un sicario de Parker.
- Gérard Landry: Lopert.
- Jean Louis: Murdock.
- Luigi Bonos: Ozgur.
- Gildo Di Marco: el transeúnte herido por monjes.
- Adriano Micantoni: ayudante de chérif.
- Gilberto Galimberti: el jugador de póquer del parche en el ojo.
- Bruno Boschetti.
- Vittorio Fanfoni.
- Rubén Tobías.
- Roberto Alessandri: un sicario.
- Artemio Antonini: Lenny Smith.
- Giancarlo Bastianoni: un sicario.
- Franco Beltramme: un sicario.
- Angelo Boscariol: un cliente del salón.
- Giulio Bottoni: un cliente del restaurante.
- Omero Capanna: un monje.
- Angelo Casadei: el camarero del salón.
- Tony Casale: un mexicano.
- Lella Cattaneo: una cliente del restaurante.
- Nestore Cavaricci: un pueblerino.
- Enrico Chiappafreddo.
- Dante Cleri: un jinete.
- Franz Colangeli: un cliente del restaurante.
- Franco Daddi: un sicario de Parker.
- Antonio Danesi: el conductor de la diligencia.
- Arnaldo Dell'Acqua: un sicario.
- Roberto Dell'Acqua: un sicario.
- Mario Dionisi: un bandido.
- Paolo Figlia: un sicario.
- Lorenzo Fineschi: un monje.
- Lina Franchi: una pueblerina.
- Augusto Funari: un sicario.
- Ettore Geri: un cliente del restaurante.
- Oscar Giustini: un sicario de Parker.
- Giuseppe Marrocco: un camarero.
- Furio Meniconi: un sicario de Parker.
- Roberto Messina: un sicario.
- Romano Milani: un pueblerino.
- Vezio Natili: un camarero.
- Franco Pasquetto: un monje.
- Anna Maria Perego: una cliente del restaurante.
- Filippo Perego: un cliente del restaurante.
- Riccardo Petrazzi: un sicario.
- Osiride Pevarello: un sicario.
- Renzo Pevarello: un sicario.
- Ottorino Polentini: un monje.
- Romano Puppo: un sicario.
- Attilio Severini: un sicario.
- Angelo Susani: un sicario de Parker.
- Pietro Torrisi: un sicario.
- Clemente Ukmar: un monje.
- Franco Ukmar: un sicario.
- Giancarlo Ukmar: un sicario.
- Giovanni Ukmar: un sicario.
- Marcello Verziera: un sicario.
- Lidia Zanussi: una cliente del restaurante.

## Premios y reconocimientos

### Festival Golden Screen
| Año  | Categoría              | Resultado |
| ---- | ---------------------- | --------- |
| 1973 | Galardón Golden Screen | Ganadora  |